# Juan Carlos Blanco
Juan Carlos Blanco, vollständiger Name Juan Carlos Blanco Peñalba, (* 25. Mai 1946 in Dolores, Uruguay) ist ein ehemaliger uruguayischer Fußballspieler und Trainer.

## Karriere

### Verein
Defensivakteur „Cacho“ Blanco debütierte am 26. März 1966 in Reihen von Nacional Montevideo in einem Freundschaftsspiel als rechter Verteidiger gegen La Luz FC. Von 1967 bis 1973 spielte er für Nacional in der Primera División. In den Spielzeiten 1969, 1970 und 1971 gewann sein Verein die Uruguayische Meisterschaft. 1971 siegte man überdies in der Copa Libertadores. Blanco wirkte in allen drei Finalspielen gegen Estudiantes de La Plata von Beginn an mit. Im Dezember desselben Jahres setzte er sich mit seinem Klub als Spieler der Startaufstellung letztlich in beiden Spielen gegen Panathinaikos Athen um den Weltpokal des Jahres 1971 durch und holte diesen Titel. Auch im Rückspiel um die Copa Interamericana 1972 gegen CD Cruz Azul trug er mit einem Einsatz in der Startelf zum Triumph in diesem Wettbewerb bei. 1973 wechselte er nach Spanien zu Real Saragossa und absolvierte dort in den fünf Spielzeiten einschließlich der Saison 1977/78 104 Ligaspiele (kein Tor). Bei der Copa del Generalísimo 1976 erreichte er mit Saragossa das Finale, in dem man gegen Atlético Madrid mit 0:1 unterlag. 1978 kehrte er zu Nacional Montevideo zurück und stand dort bis 1982 unter Vertrag. In der Saison 1980 wurde er abermals Uruguayischer Meister mit den „Bolsos“. 1980 siegte man überdies in der Copa Libertadores. Blanco wirkte in beiden Finalspielen gegen den SC Internacional von Beginn an mit. Durch einen 1:0-Sieg am 11. Februar 1981 über Nottingham Forest, bei dem er erneut in der Anfangsaufstellung stand, holte er mit seinem Klub den Weltpokal des Jahres 1980. Auch kam er in allen drei Begegnungen um die Copa Interamericana 1981 zum Zug. Nacional unterlag jedoch gegen den mexikanischen Verein UNAM Pumas. Für Nacional lief er zwischen 1970 und 1981 in insgesamt 44 Partien der Copa Libertadores (24 Siege, 11 Unentschieden, 9 Niederlagen) auf. 1982 verließ er die „Bolsos“ und schloss sich dem seinerzeitigen Zweitligisten Racing an, für den er bis 1983 aktiv war. Er beendete seine aktive Karriere, nachdem er 1985 zuletzt an der Seite seines Sohnes Leonardo für Nacional Universitario gespielt hatte. Blanco spielte zudem für den Club Atlético San Salvador.

### Nationalmannschaft
Blanco war Mitglied der A-Nationalmannschaft Uruguays, für die er zwischen dem 14. Juli 1971 und dem 13. September 1981 zehn Länderspiele absolvierte. Ein Länderspieltor erzielte er nicht. Mit der Celeste bestritt er 1971 die Copa Newton und die Copa Lipton. Auch im Rahmen der Qualifikation für die Weltmeisterschaft 1982 kam er zum Zug.

## Erfolge als Spieler
- Weltpokal: 1971, 1980
- Copa Libertadores: 1971, 1980
- Copa Interamericana: 1972
- Uruguayischer Meister: 1969, 1970, 1971, 1980

## Trainertätigkeit
Nach dem Ende seiner Spielerlaufbahn war er 1988 Co-Trainer von Ildo Maneiro beim Danubio FC, der in jenem Jahr uruguayischer Meister wurde. Später trainierte er die Nachwuchsmannschaft Nacionals, die sogenannten Formativas. 1990 übernahm er von Saúl Rivero die Trainerposition in der Erstligamannschaft und betreute das Team erstmals am 20. Dezember 1990 gegen Racing. 1991 gewann er mit der Mannschaft die Liguilla Pre-Libertadores und wurde in der Primera División Zweiter. In jenem Jahr endete sein Trainerengagement bei den Montevideanern. 2005 betreute er den Paysandú Fútbol Club. Im Januar 2013 holte ihn Eduardo Ache als Sportlichen Berater zurück zu Nacional Montevideo. Vom 4. März 2013 bis 28. März 2013 war Blanco an der Seite von Gustavo Bueno dort als Interimstrainer tätig.
Ohne genaue zeitliche Einordnung wird auch ein Trainerengagement bei den Montevideo Wanderers genannt.